# Pauline Croze

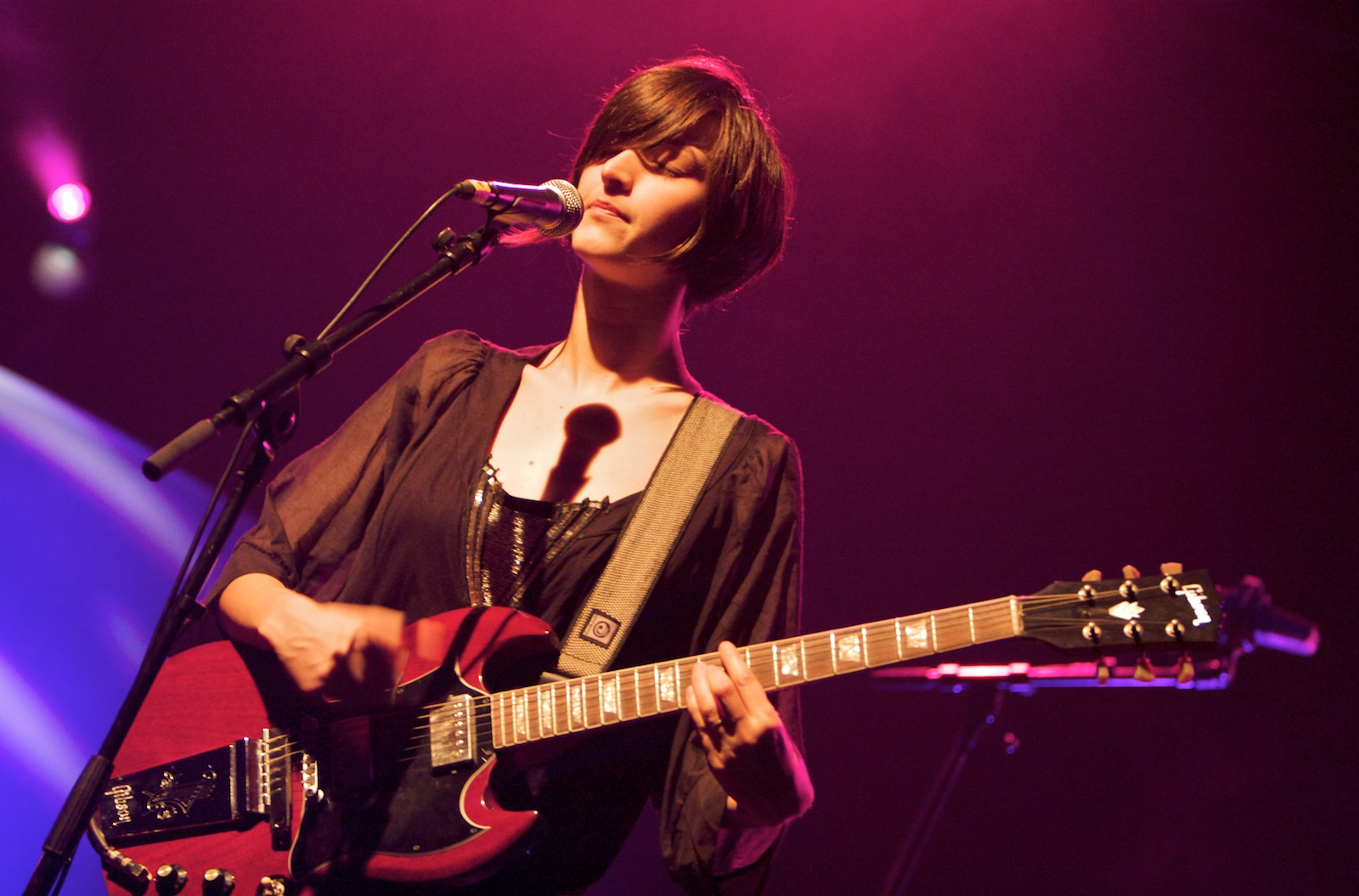
Pauline Croze, 2008.

Pauline Croze (Noisy-le-Sec, 4 de maio de 1979) é uma cantora francesa de pop/folk e também violonista.
Ela começou a cantar e tocar guitarra quando tinha 14 anos de idade e 6 anos depois ela gravou suas primeiras demos com Quito do grupo Señor Holmes. Nessa época ela fez sua primeira aparição em um palco. 
Em 2003 ela colaborou com Anne Claverine e Édith Fambuena do The Valentins no festival Transmusicales de Rennes, um trabalho pelo qual ela é muito conhecida. Ela também tocou para muitos músicos como Miossec, -M-, Bernard Lavilliers, Cali, Tryo e Lhasa. 
Seu primeiro álbum se chama Pauline Croze e foi lançado em Fevereiro de 2005 e seu segundo album chamado Un bruit qui court foi lançado em 2007. Seu terceiro álbum foi Le Prix de l'Eden lançado em 22 de outubro de 2012. Ela lançou Bossa Nova em 2016.